# 中国证券报
《中国证券报》是中华人民共和国一家全国性證券報紙，由新华社主办，总部位于北京市，并在上海市和深圳市设有两个办事处。它是中国金融领域重要的出版物之一。 
中国证券报成立于1992年10月，是中国证券监督管理委员会、中国银行业监督管理委员会和中国保险监督管理委员会指定的上市公司、保險公司和信托公司的信息披露机构。 
中国证券报主要报道证券市场和金融市场，涵盖中国和世界经济走势、宏观经济政策、证券市场和上市公司，还对货币、保险、基金、期货、房地产、外币和外汇、黄金市场和邮政服务卡等市场进行系统性报道。  